# Nathan Clifford

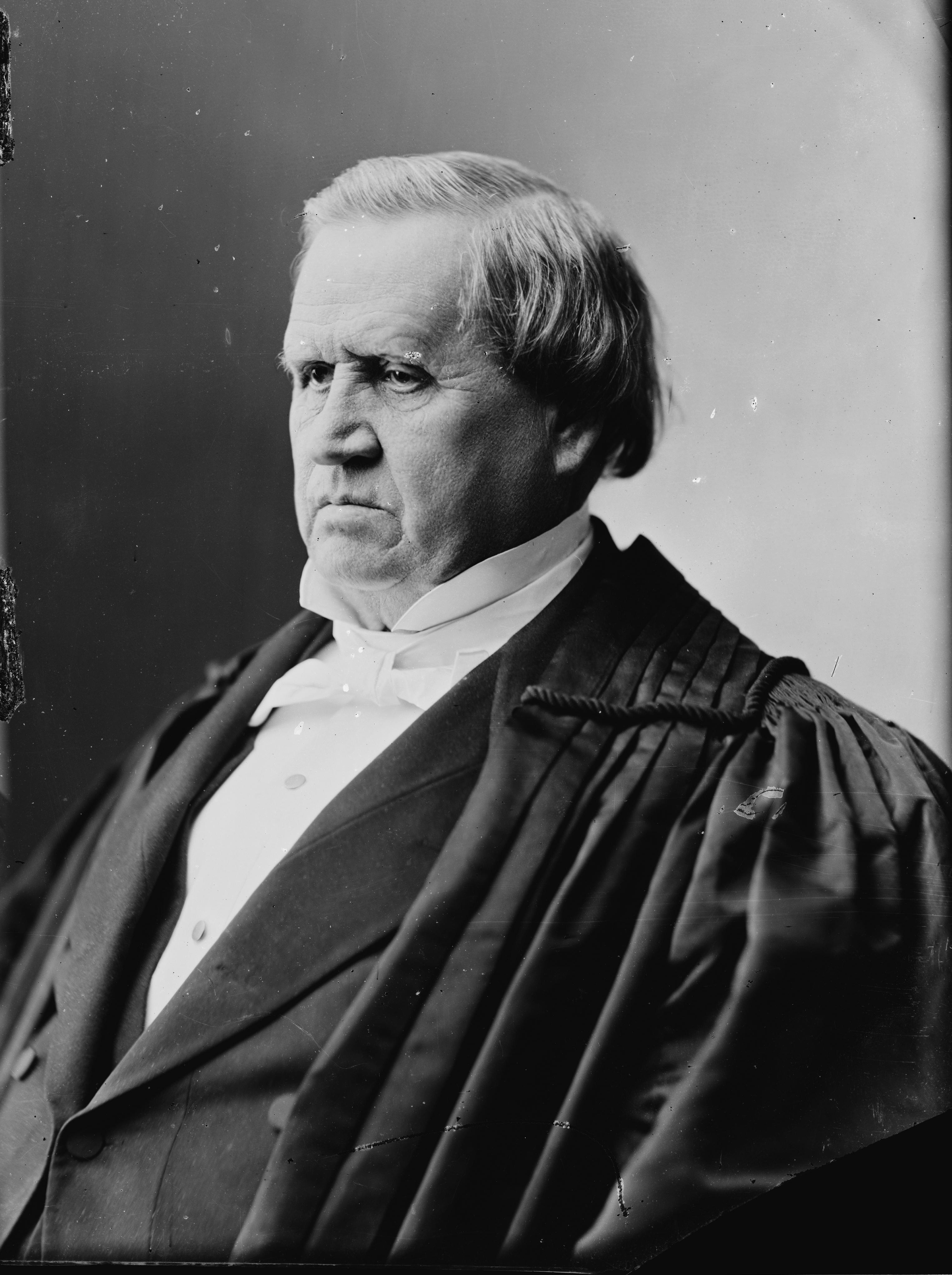
Nathan Clifford

Nathan Clifford, född 18 augusti 1803 i Rumney, New Hampshire, död 25 juli 1881 i Cornish, Maine, var en amerikansk demokratisk politiker och domare i USA:s högsta domstol 1858-1881.
Han var ledamot av USA:s representanthus 1839-1843. Som USA:s justitieminister tjänstgjorde han under president James K. Polk 1846-1848. Han var USA:s minister till Mexiko 1848-1849.
1858 nominerade president James Buchanan Clifford till USA:s högsta domstol. Utnämningen konfirmerades av USA:s senat med rösterna 26-23. Många senatorer var misstänksamma mot demokraten Clifford, som var en anhängare av slaveriet. Som domare i högsta domstolen tjänstgjorde han i 23 år fram till sin död.
Clifford var ordförande för valkommissionen som 1877 avgjorde 1876 års kontroversiella presidentval. Republikanen Rutherford B. Hayes vann i kommissionen med en rösts marginal, trots att Clifford själv röstade på demokraten Samuel J. Tilden.